# 齊斯季-利皮揚卡
49°11′24″N 34°48′50″E / 49.19000°N 34.81389°E
齊斯季-利皮揚卡（烏克蘭語：Усть-Лип'янка），是烏克蘭中部的村莊，隸屬波爾塔瓦州的波爾塔瓦區。該村處於奧列利河右岸，距離里亞西克2公里，始建於1750年，面積6.96平方公里，海拔高度73米，2001年人口107。